# Unité pédagogique pour élèves allophones arrivants
Pour les articles homonymes, voir CLA et CLIN.
 (novembre 2024).
Si vous disposez d'ouvrages ou d'articles de référence ou si vous connaissez des sites web de qualité traitant du thème abordé ici, merci de compléter l'article en donnant les références utiles à sa vérifiabilité et en les liant à la section « Notes et références ».
Dans le système éducatif français, une unité pédagogique pour élèves allophones arrivants ou UPE2A est un dispositif d'accompagnement des élèves allophones inclus dans les classes (en) ordinaires. Créée en 2012, elle remplace la classe d'accueil (CLA) et la classe d'initiation pour non francophones (CLIN) pour proposer une prise en charge des élèves arrivant sur le territoire français sans maîtrise suffisante de la langue française, qui ont été scolarisés ou non dans leur pays d'origine.

## Cadre législatif
La Convention relative aux droits de l'enfant garantit un droit à l’éducation des enfants et le Code de l'éducation le traduit par une obligation scolaire entre 3 et 16 ans. Par ailleurs, le Code de l'éducation reconnaît les élèves nouvellement arrivés comme ayant des « besoins éducatifs particuliers » ; les articles L321-4 et L332-4 affirment le droit des élèves allophones à recevoir un enseignement spécifique : « Des actions particulières sont prévues pour l’accueil et la scolarisation des élèves non francophones nouvellement arrivés en France ».

## Les anciens dispositifs

### Classe d'accueil (CLA): en collège
Une classe d'accueil (CLA) est un cours de français langue seconde (FLS) dispensé au sein d'un collège de l'Éducation nationale à l’intention des élèves qui y sont orientés en complément de leur scolarité normale.

#### Terminologie
Le terme « classe d'accueil » vient du fait que pendant longtemps, les élèves non francophones étaient réunis dans une classe administrativement indépendante des autres classes du collège. Il y avait ainsi, dans certains collèges, des classes de 6e, de 5e, de 4e, de 3e, et une CLA (la CLA n'ayant pas de niveau).
D'après l'INRP, « certains départements continuent à utiliser les classes d'adaptation (CLAD) qui n'ont plus lieu d'être sur le plan juridique. L'utilisation de différents sigles pour les classes d'accueil (CLA, CLACC, CLA-NF, CLA-NSA, ENSA) ne favorise pas une vision homogène de ces structures. L'utilisation de l'expression « non francophone » (NF) ne traduit pas toujours la réalité puisque, certains élèves, rencontrant des difficultés ou nés de parents étrangers, sont présents dans ces classes, alors qu'ils ont toujours été scolarisés en France. C'est également le cas d'élèves provenant de pays francophones (notamment d'Afrique subsaharienne) et qui ont été insuffisamment scolarisés pour intégrer une classe ordinaire au collège ».

#### Intégration des élèves en classe ordinaire
Dans un souci d'intégration la plus rapide possible des élèves non francophones dans le collège, ces derniers sont inscrits dans une classe ordinaire, qui correspond en général à leur âge (11 ans en 6e, par exemple). C'est leur classe de rattachement. Mais ces élèves suivent des cours de FLS, avec les autres élèves non francophones : on dit que ces cours ont lieu dans la CLA. Dans les faits, la classe de CLA est souvent considérée comme une classe ordinaire où l'on n'apprend que le français. Tout dépend, en fait, du niveau de français des élèves et de leurs capacités à suivre un cours normal.
La CLA n'est donc pas une classe mais un cours, comme le cours de mathématiques. Mais il s'agit d'un cours où les non francophones vont en fonction de leur besoin en FLS. Ainsi, au début de l'année, certains élèves ne parlant pas du tout le français iront en cours d'EPS avec leur classe de rattachement (les activités physiques et sportives constituant un cadre favorable à l'acquisition du français par socialisation). Puis, au fur et à mesure qu'ils comprendront mieux le français, ils suivront d'autres cours de leur classe de rattachement. Le faible nombre d'élèves permet de prendre des décisions au cas par cas. Ainsi un élève ayant de gros problèmes en français oral peut rester en cours de FLS la majeure partie de la semaine. Cependant, certaines disciplines sont privilégiées pour l'intégration des élèves dans leur classe de rattachement ; les mathématiques par exemple, par leur importance dans l'enseignement et par le fait qu'il n'y a pas que du français. Tout dépend aussi du niveau de l'élève dans son pays d'origine ; ne plus suivre des cours de mathématiques pendant plusieurs mois pour uniquement apprendre le français n'est pas toujours judicieux. Cela étant, tous les cours peuvent offrir des situations d'apprentissage de la langue française, pour peu que cet objectif, par exemple dans le cadre de la différenciation pédagogique, soit clairement formalisé (apprentissage du lexique, de la syntaxe, mais aussi de l'expression orale, écrite, de la compréhension de l'écrit ou de l'oral). À ce titre, le cours de français (langue maternelle) peut, lui aussi, accueillir des élèves non francophones.
Le cours de français langue seconde en CLA est donc théoriquement optionnel, comme le latin, mais c'est le professeur de CLA qui juge de sa nécessité pour chaque élève non francophone primo-arrivant signalé au collège par le rectorat.
Certains élèves arrivant en France sans avoir été suffisamment scolarisés antérieurement peuvent rencontrer des difficultés particulières (lecture, écriture, tenue des cahiers, habitudes de travail, attitude). Il existe pour ces élèves des CLA dites ENSA ou NSA.
Le cours de français langue seconde en classe d'accueil est en tant que partie du cursus scolaire, à distinguer d'un cours de français langue étrangère qui s'adresse à un public adulte (étudiants par exemple).

### Classe d'initiation pour non francophones (CLIN): en primaire
Une classe d'initiation pour non francophones (ou CLIN) est une classe de l'école élémentaire réservée aux élèves non francophones qui viennent d'arriver en France. Les élèves y sont orientés par le Casnav de leur académie. La première classe d'initiation a été créée en Haute-Vienne en Septembre 1968.
L'enseignement au sein d'une CLIN est comparable à celui d'une classe d'accueil (CLA) au collège pour le principe ; il s'agit d'intégrer dans l'école l'élève non francophone. Le professeur de CLIN dispense donc des cours de français langue seconde (FLS) et non de français langue étrangère (FLE). Les élèves doivent en effet apprendre tout le lexique spécialisé de l'école ; son jargon (complétez, entourez, encadrez…), ainsi que ses implicites, que les autres élèves ont pu apprendre en plusieurs années.
L'élève de la CLIN est également inscrit en classe ordinaire car la CLIN est une structure ouverte (comme la CLA).
Un élève peut rester deux ans en CLIN, contre une seule année en CLA.

## Depuis 2012: UPE2A

### Le rapport de l'Inspection générale de 2009
Publié en septembre 2009, le rapport de l'inspection générale au ministre de l’Éducation est intitulé La scolarisation des élèves nouvellement arrivés en France. Il préconise la création des UPE2A, en remplacement des dispositifs « fermés » que sont les CLIN et les CLA. Le terme de « classe » est ainsi remplacé par « unité pédagogique », qui souligne la souplesse du dispositif.

### Les circulaires de 2012
Les changements préconisés par le rapport, appellation mais aussi fonctionnement des dispositifs, sont mis en œuvre par les circulaires publiées en 2012 :
- Organisation de la scolarité des élèves allophones nouvellement arrivés : REDE1236614C - circulaire no 2012-143 du 2 octobre 2012[8]
- Organisation des Casnav : REDE1236612C - circulaire no 2012-141 du 2 octobre 2012[9]

### Le CASNAV
Chaque académie dispose désormais d'un Centre académique pour la scolarisation des élèves nouvellement arrivés et des enfants du voyage (CASNAV). Le CASNAV centralise les arrivées des élèves, et organise leur scolarisation dans les plus brefs délais. Chaque académie, et même chaque département a son propre fonctionnement quant à la scolarisation des élèves nouvellement arrivés : les circulaires de 2012 en fixent le cadre général, puis le recteur et/ou le DASEN publient des circulaires locales.

### L'inscription des élèves allophones
Les principales étapes du processus de scolarisation dépendent de l'âge des élèves. La circulaire de 2012 préconise une inscription dans la classe d'âge de l'élève ; néanmoins, en fonction de la scolarisation antérieure, un décalage d'une année (deux au maximum), peut être retenu, dans l'intérêt de l'élève.
Un positionnement est réalisé à l'arrivée de l'élève : des tests en langue d'origine permettent d'évaluer ses compétences scolaires, et des tests en français permettent de connaître son niveau de maîtrise de la langue, selon les descripteurs du CECR (A1, A2, B1).
La modalité d'inscription est celle de l'inclusion : l'élève est inscrit dans une classe « ordinaire », il ne suit les cours de FLS en UPE2A que par périodes.
- en primaire : l'enfant est inscrit dans son école de secteur, puis une solution de proximité est proposée pour qu'il reçoive des cours de FLS. Il existe de nombreuses classes UPE2A itinérantes dans le primaire, afin de toucher un plus grand nombre d'écoles.
- au collège : l'élève est inscrit dans son collège de secteur. Si une UPE2A est implantée dans le collège, un emploi du temps est aménagé pour chaque élève, afin de favoriser l'inclusion en classe ordinaire, tout en maintenant l'élève en situation de réussite. Ainsi, sont privilégiés les cours d'arts plastiques, de musique, d'EPS en classe entière. L'élève rejoint le dispositif UPE2A à raison de 6h ou de 9h par semaine, en fonction de ses besoins, pour recevoir les cours de FLS. Si le collège ne dispose pas d'une UPE2A, l'élève peut être amené à se déplacer dans un autre établissement pour suivre les cours de FLS.
- au lycée : l'âge de la scolarisation obligatoire étant passé, les élèves sont inscrits "autant que faire se peut" dans les lycées. Les UPE2A lycée sont bien moins nombreuses qu'en primaire et collège : la plupart du temps, les lycéens doivent se déplacer dans un autre établissement pour suivre les cours de FLS. Si aucune structure ne permet d'accueillir un lycéen allophone, des moyens horaires sont alloués aux établissements pour dispenser quelques heures de FLS. Les élèves peuvent également être accueillis ponctuellement par les MLDS (mission de lutte contre le décrochage scolaire), dans l'attente d'une inscription dans une formation.

Les élèves allophones se présentent aux examens de leur classe d'inscription (CFG, DNB, CAP, baccalauréat). Ils peuvent aussi préparer le diplôme d'études en langue française (DELF) : l'Éducation nationale prend alors en charge l'inscription pour les niveaux A1, A2 et B1.

## La formation des enseignants

### La CCFLS
Depuis 2004, les enseignants titulaires et stagiaires du premier et du second degré peuvent obtenir une certification complémentaire FLS. Cette certification est régie par la note de service no 2004-175 19 octobre 2012, non actualisée à ce jour, alors que CLIN et CLA ont été remplacées par les UPE2A.
La certification permet de postuler aux postes SPEA (le mouvement sur postes spécifiques a lieu en parallèle au mouvement intra-académique et concerne les classes préparatoires, les sections internationales, certains BTS, les UPE2A, etc. Ces affectations ne s'appuient pas sur un barème, mais sur un dossier et sur un entretien). Les postes en UPE2A étant relativement rares, la certification permet aux CASNAV d'établir des référents dans les établissements scolaires non pourvus d'UPE2A, afin d'étendre le maillage des enseignants compétents en FLS ou sur l'accueil des élèves allophones.
Certains CASNAV proposent des formations aux enseignants, pour préparer la certification. Les rapports de jury sont publiés par chaque académie.

### L'option FLES au CAPES de lettres
Depuis 2013, les candidats au CAPES externe de lettres modernes peuvent présenter une épreuve orale FLES. Cette option permet aux candidats de choisir une situation FLE/FLS pour l'épreuve d'analyse d’une situation professionnelle. « L’épreuve prend appui sur un document ou un corpus de documents (articles, textes, pages de manuels et de méthodes d’enseignement du FLE ou du FLS…). Le candidat analyse le ou les textes et documents en fonction d'une question indiquée par le sujet de manière à en proposer une exploitation sous la forme d'un projet de séquence. »
Les candidats peuvent consulter les rapports de jury, publiés chaque année à l'issue du concours.

### Les formations du PAF
Chaque académie publie un Plan académique de formation, à l'attention des enseignants. De plus en plus de modules de formation sont axés sur le travail avec les allophones : différenciation en classe ordinaire, entrée dans l'écrit, évaluation…
De fait, selon la circulaire de 2012, « la scolarisation des élèves allophones concerne l'ensemble des équipes éducatives » ; « l'enseignement du français comme langue de scolarisation ne saurait être réalisé par le seul professeur de l'UPE2A : l'ensemble de l'équipe enseignante est impliquée. Pour ce faire, tous les dispositifs d'aide et d'accompagnement sont mobilisés ».

## Liens avec la recherche en didactique des langues
- De nombreux mémoires de Master 1 et de Master 2 (FLE principalement) portent sur les élèves allophones, notamment dans l'académie de Grenoble.
- Des thèses sont régulièrement consacrées aux élèves allophones. Notamment F. Chnane-Davin, Aix-Marseille : 2005 ; E. Faupin, Nice : 2015 ; C. Mendonça-Dias, Nice : 2012; S. Kister Paul, Strasbourg : 2016; B. Azaoui, Montpellier 3 : 2014; D. Guedat-Bittighoffer, Nantes : 2014.
- Des carnets de recherche témoignent de l'actualité de la question dans les travaux universitaires : à consulter sur OpenEdition.